# Coarse

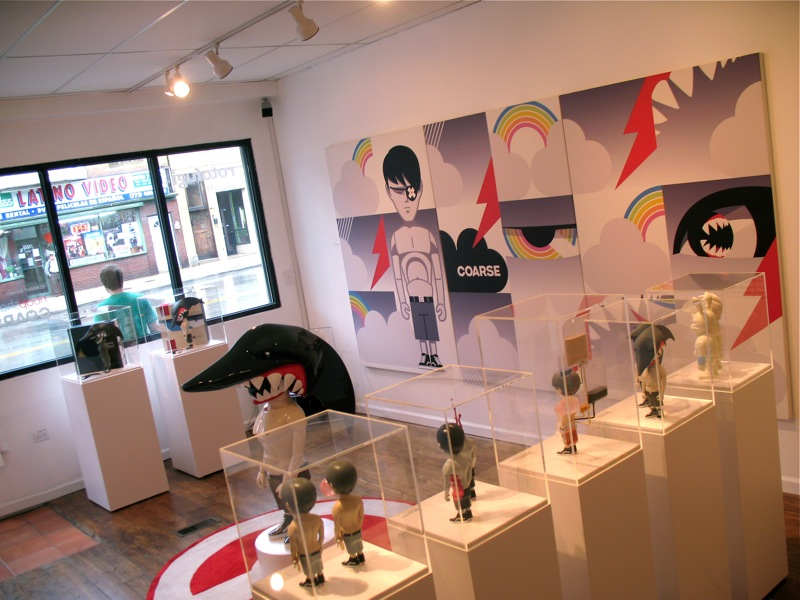
Ausstellung von Designer Toys des Künstlerduos Coarse in der Rotofugi Gallery, Chicago, 2008.

Unter dem Namen Coarse (englisch für grob, rau) veröffentlichen die beiden deutschen Illustratoren und Designer Mark Landwehr und Sven Waschk ihre künstlerischen Arbeiten aus den Bereichen Charakterdesign und Designer Toys.

## Geschichte
Landwehr genoss keine klassische künstlerische Ausbildung, sondern nahm seine Arbeit zunächst im Bereich der Illustration unter dem Namen Coarse als Autodidakt auf. 2003 überführte er seine Illustrationen aus dem Bereich des Charakterdesigns in dreidimensionale Skulpturen und fertigte diese zunächst in Hamburg, später auch in Hongkong an. Bereits 2004 wurde der US-amerikanische Sportschuh-Hersteller Vans auf Landwehrs Designer Toys aufmerksam, insbesondere auf dessen Skulpturenreihe „Flake and Fluid“. Dabei handelt es sich um stilisierte Skulpturen aus Fiberglas und Kunstharz, die teilweise in Lebensgröße zwei melancholisch wirkende junge Männer darstellen, bekleidet mit Streetwear aus der Skateboard- und Surfszene und entblößten Oberkörpern. Eine hieraus entsprungene Kooperation mit Vans verschaffte Coarse früh internationale Aufmerksamkeit. 2008 schloss sich der in Hannover geborene, studierte Kommunikationsdesigner Waschk Landwehr an und beide zogen 2013 gemeinsam nach Los Angeles, wo sie seitdem ein eigenes Studio und eine Galerie unter dem gemeinsamen Namen Coarse betreiben. Neben der Arbeit mit Vans sind Coarse zahlreiche Kooperationen mit sehr unterschiedlichen Partnern eingegangen, darunter mit dem Einrichtungskonzern IKEA, für den Coarse ein Designer Toy entwarfen. Gemeinsam mit Amnesty International arbeiteten Coarse 2014 an einem Wohltätigkeitsprojekt, für das eine Reihe von "Freiheitskerzen" entwickelt wurden, die zunächst Symbole der Unterdrückung darstellten, beim Abbrennen jedoch Symbole der Hoffnung freilegten.

## Werk
Durch die Arbeiten von Coarse zieht sich „der charakteristische Skulpturenstil des Duos mit scharfen Kanten und glatten Linien, der den Figuren eine Art unheimliche CGI-Qualität verleiht.“ Neben den menschlichen und ausschließlich männlichen Figuren veröffentlichen Coarse immer wieder anthropomorphe Skulpturen, darunter Eulen, Waschbären und Fische. Motivisch konzentriert sich das Duo auf „narrativ geprägte Skulpturen, die Geschichten über sexuelle Identität, Angst vor der Vergänglichkeit und auseinanderbrechende Beziehungen erzählen.“

## Ausstellungen (Auswahl)
- 2017 Past / Present, Everyday Mooonday Gallery, Seoul[7]
- 2016 Cold Ways – Nights that haunt the past, Rotofugi Gallery, Chicago[8]
- 2014 Prisoners Beside Me, Rotofugi Gallery, Chicago[9]
- 2014 Voyages, Diesel Art Gallery, Tokyo[10]
- 2010 Glimpse of Truth, Rotofugi Gallery, Chicago[11]
- 2008 Noop Show, Rotofugi Gallery, Chicago[12]
- 2003 Plastic Particles, Adidas Flagship-Store, Berlin[13]

## Auszeichnungen (Auswahl)

### Auszeichnungen
- 2017: Designer Toy Awards – Best Vinyl & Plastic Toy, Best Non-Plastic Toy[14]
- 2016: Designer Toy Awards – Community Choice Artist of the Year[15]
- 2014: Designer Toy Awards – Outstanding Production, Best Vinyl, Community Choice Toy of the Year[16]

### Nominierungen
- 2020: Designer Toy Awards – Toy of the Year, Community Choice Toy of the Year, Best Mini Series[17]
- 2019: Designer Toy Awards – Artist of the Year, Toy of the Year, Best Vinyl & Plastic, Best Non-Plastic[18]
- 2018: Designer Toy Awards – Best Vinyl & Plastic, Best Non-Plastic, Community Choice Artist of the Year, Community Choice Toy of the Year[19]
- 2017: Designer Toy Awards – Toy of the Year[20]